# Cértegui
Cértegui é um município da Colômbia, localizado no departamento de Chocó.